# Новоберёзово (Курская область)
Новоберёзово — хутор в Горшеченском районе Курской области России. Входит в состав Сосновского сельсовета.

## География
Хутор находится в восточной части Курской области, в лесостепной зоне, в пределах юго-западной части Среднерусской возвышенности, к востоку от реки Убля, на расстоянии примерно 13 километров (по прямой) к юго-востоку от посёлка городского типа Горшечное, административного центра района. Абсолютная высота — 225 метров над уровнем моря.
Часовой пояс
Хутор Новоберёзово, как и вся Курская область, находится в часовой зоне МСК (московское время). Смещение применяемого времени относительно UTC составляет +3:00.

## Население
| 2002 | 2010 |
| ---- | ---- |
| 21   | ↘7   |

Гендерный состав
По данным Всероссийской переписи населения 2010 года в гендерной структуре населения мужчины составляли 14,3 %, женщины — соответственно 85,7 %.
Национальный состав
Согласно результатам переписи 2002 года, в национальной структуре населения русские составляли 100 % из 21 чел.

## Улицы
Уличная сеть хутора состоит из одной улицы.